# 陳球 (秀水人)
陳球（?—?），字蘊齋，别号一箦山樵，浙江秀水（今嘉興）人，清朝作家。
生卒年均不詳。乾隆年間諸生。嗜酒如命，自號酒狂。家貧，以賣畫自給，擅長駢文，喜讀傳奇小說。著有《燕山外史》共八卷，約成書于嘉慶十五年（1810年），全書加上作者自序皆四六偶句，是中國文學中唯一全文用駢文撰寫的中長篇小說。